# Zeche Westerholt
Die Zeche Westerholt war ein Steinkohlebergwerk im Gebiet der Stadtgrenze vom namensgebenden Herten-Westerholt zu Gelsenkirchen-Hassel, wobei Schacht 1 genau auf der Grenze stand, Schacht 2 in Hassel und Schacht 3 in Westerholt. Das Bergwerk wurde im Jahr 2008 stillgelegt und war das letzte fördernde Bergwerk der Stadt Gelsenkirchen.

## Geschichte

### 1902–1950
Der preußische Staat erwarb zu Beginn des 20. Jahrhunderts mehrere große Grubenfelder im Bereich des nördlichen Ruhrgebietes und südlichen Münsterlandes. Es wurde die Bergwerks-AG Recklinghausen gegründet, deren Aktienmehrheit in Staatsbesitz war. Diese wurde ab 1905 in Personalunion von der Hibernia AG geleitet.
Im Jahre 1902 wurden Grubenfeldbesitze unter Gelsenkirchen-Buer und Westerholt zum Steinkohlenbergwerk Buer konsolidiert. 1903 wurde nördlich von Buer mit dem Abteufen der Doppelschachtanlage Bergmannsglück 1/2 begonnen.

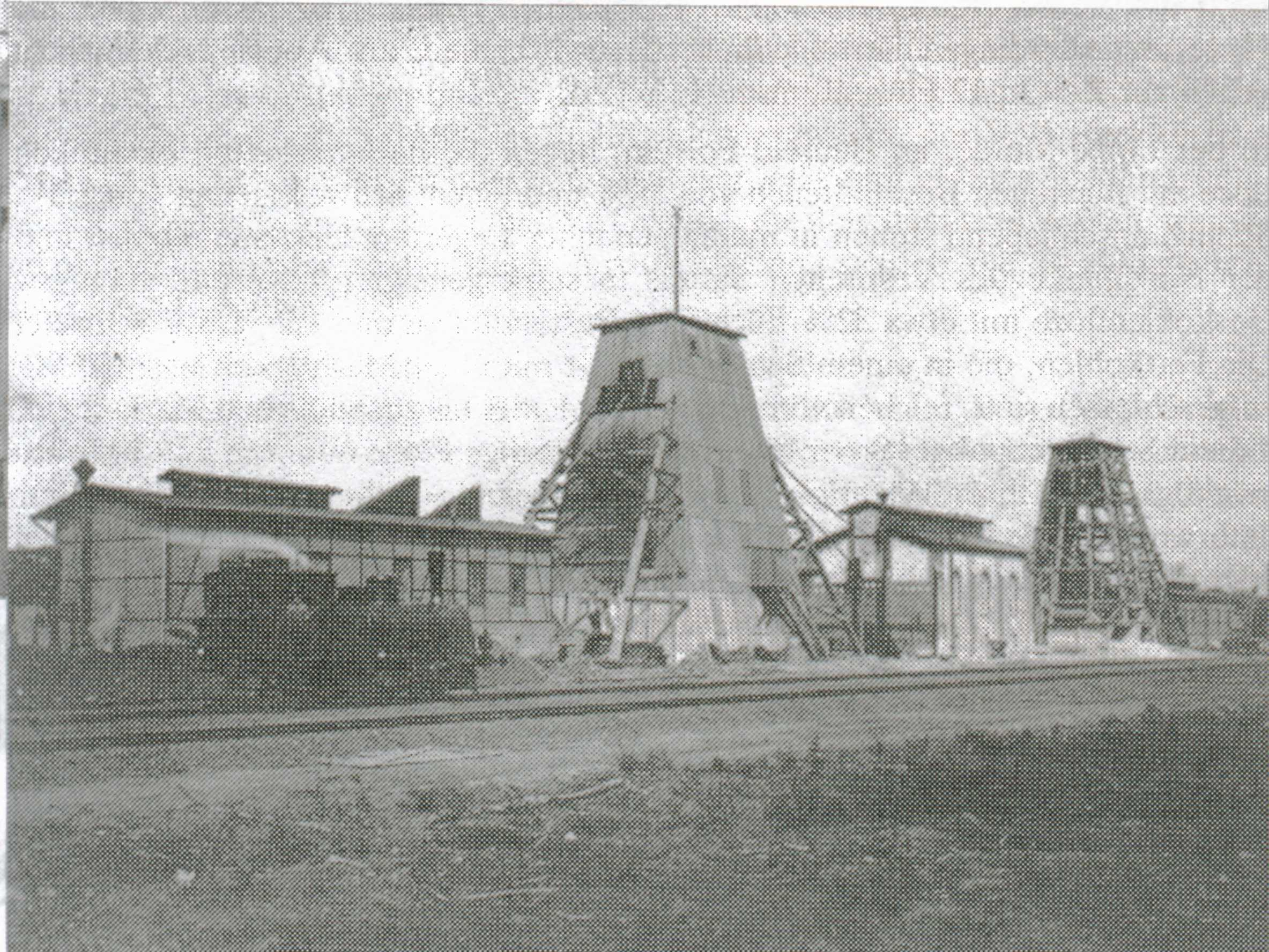
Abteuftürme von Schachtanlage Westerholt um 1909/10

1905 wurden die fiskalischen Grubenfeldbesitze in Berginspektionen aufgeteilt. Dem Steinkohlenbergwerk Buer wurde der Name Berginspektion 3 zugewiesen. 1907 wurde an der Grenze von Buer nach Westerholt mit dem Abteufen der eigenständigen Förderschachtanlage Westerholt 1/2 begonnen, da der preußische Staat grundsätzlich jede fiskalische Berginspektion mit zwei Förderanlagen ausstatten wollte.
1910 ging die Zeche in Betrieb, und wurde mit zwei deutschen Strebengerüsten ausgestattet. 1912 wurde eine Kokerei in Betrieb genommen.
Die Schachtanlage entwickelte sich wirtschaftlich sehr vielversprechend. Bereits 1920 wurde die Grenze von 1 Mio. t jährlicher Förderung überschritten.
1925 erfolgte die Auflösung der Berginspektion 3 und die Weiterführung als eigenständige Zeche Westerholt. 1927 ging die Zeche mit dem gesamten Besitz der Bergwerks-AG Recklinghausen in den Besitz der Hibernia AG über.
1929 wurde die Kokerei erweitert, da sie für die Verkokung der Förderkohlen von Westerholt und Bergmannsglück herangezogen werden sollte. Schacht 1 wurde mit einem neuen vollwandigen Fördergerüst mit Doppelförderung versehen.
Gegen Ende der 1930er Jahre wurde durch die Hibernia AG der Bau einer eigenständigen Förderanlage im nördlich an Westerholt anschließenden Feld Polsum in Angriff genommen. 1941 wurde in der Polsumer Mark mit dem Abteufen des Schachtes Polsum 1 begonnen, welcher als erster Förderschacht einer entstehenden Doppelschachtanlage vorgesehen war.
Die fortlaufenden Kriegsgeschehnisse ließen die Arbeiten 1943 zum Erliegen kommen. Nach dem Zweiten Weltkrieg wurde das Feld Polsum an die Zeche Westerholt angeschlossen. Der Schacht Polsum 1 wurde weitergeteuft, allerdings nicht als eigene Förderanlage, sondern als Außenschacht für Westerholt. 1949 ging dieser Schacht in Betrieb.

### 1950–1998

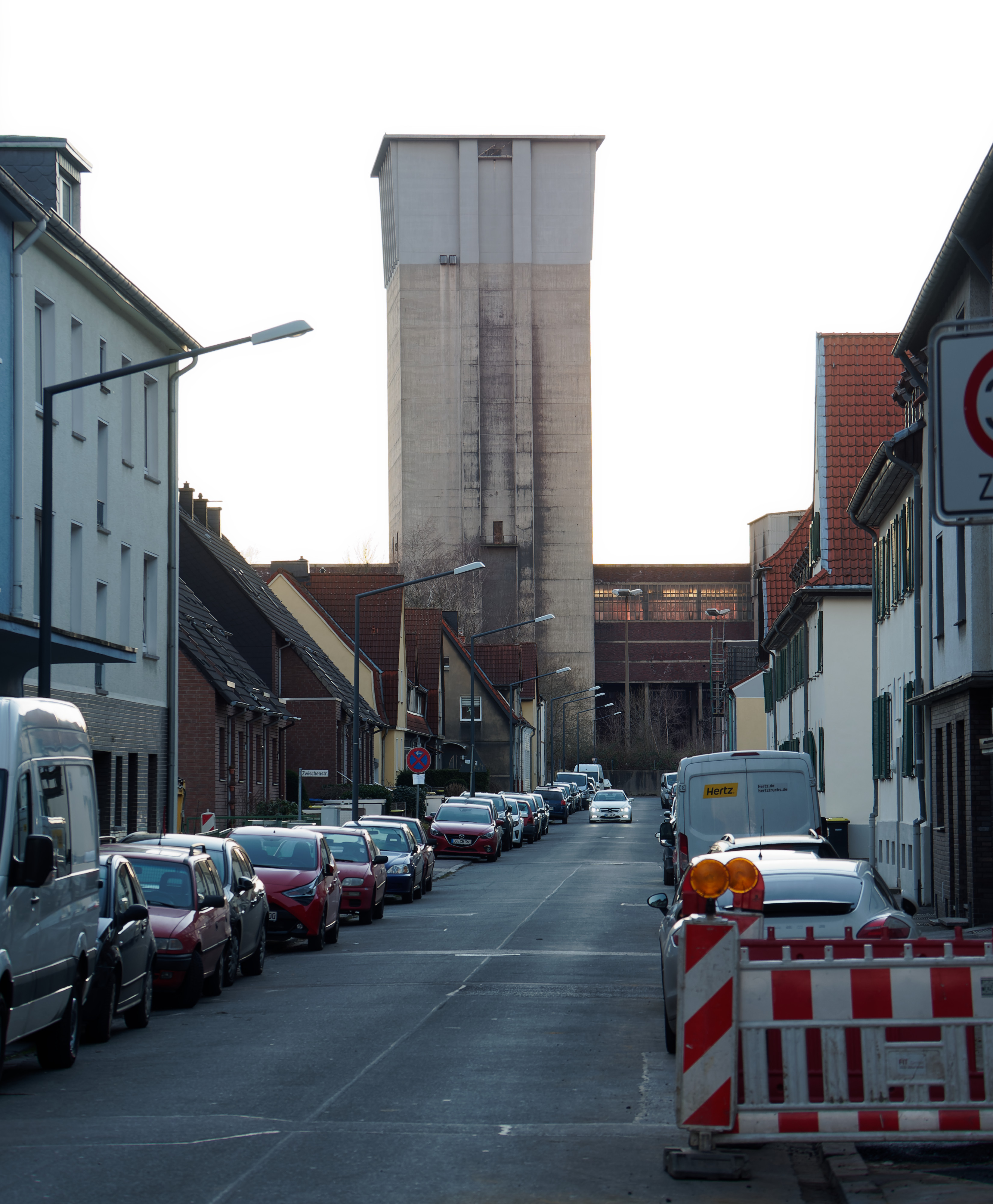
Schacht 3 in Betonausführung

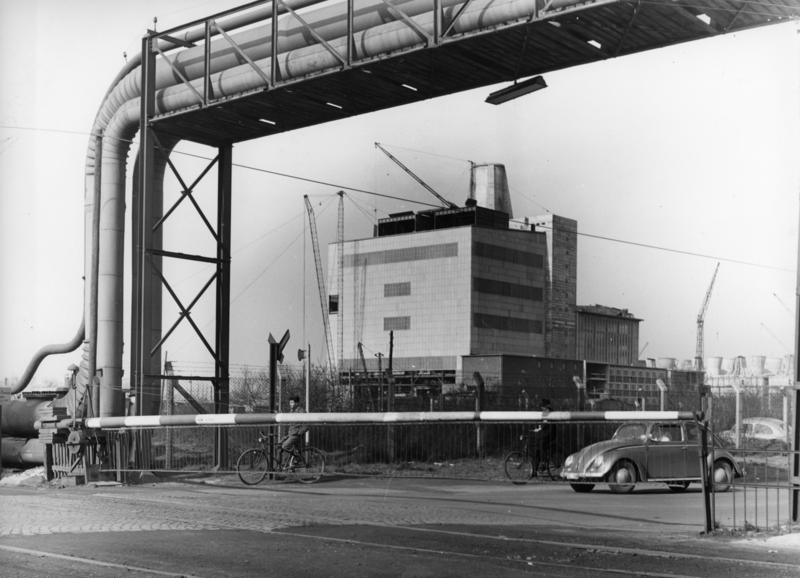
Januar 1959

Nach dem Zweiten Weltkrieg begann die Hibernia AG mit einem umfassenden Zusammenfassungs- und Modernisierungsprogramm für die ehemaligen fiskalischen Zechen. 1952 wurde westlich der Schachtanlage Westerholt 1/2 die neue Zentralkokerei Hassel mit 160 Öfen errichtet. Nach deren Inbetriebnahme 1953 wurde die alte Kokerei Westerholt außer Betrieb genommen und abgebrochen. 1956 wurde auf dem alten Kokereigelände mit dem Bau des neuen Zentralförderschachtes Westerholt 3 begonnen. Dieser wurde mit 2 vollautomatischen Gestellförderungen ausgestattet. Der 1960 errichtete Betonförderturm war ein baugleiches Schwestermodell des Schachtes Shamrock 11 (ab 1967 General Blumenthal 11).
Nach dessen Inbetriebnahme wurde 1961 die Förderanlage Bergmannsglück 1/2 außer Betrieb genommen und an die Grubenbaue Westerholt/Polsum angeschlossen. Umfassende Rationalisierungsmaßnahmen führten zeitweise zu einer Jahresförderung von 3,05 Mio. Tonnen.
1968 wurde die Zeche Westerholt als Bergwerk Westerholt in die Ruhrkohle AG übernommen. Von 1968 bis 1970 wurde im Polsumfeld der Wetterschacht Altendorf abgeteuft. Aufgrund von Anpassungsmaßnahmen wurde zwischen 1975 und 1980 das westliche Baufeld mit den Bergmannsglückschächten nach und nach aufgegeben. 1982 wurden die Schächte Bergmannsglück 1 und 2 verfüllt, während das Polsum-Feld durch den 1980 bis 1981 niedergebrachten Wetterschacht Polsum 2 weiter aufgeschlossen wurde.
Die Förderung erfolgte ausschließlich über vollmechanisierte Betriebe und lag bei einem Wert um die 2,5 Mio. Tonnen Fett- und Gaskohle pro Jahr. Die Kokerei Hassel erzeugte jährlich 600 000 Tonnen Koks. In den Jahren 1987 bis 1991 erfolgte das Tieferteufen des Schachtes Westerholt 1 zum zentralen Seilfahrt- und Materialschacht. 1989 wurde er dafür mit einem neuen Förderturm überbaut.
Im Jahre 1998 wurde das Bergwerk Westerholt in die Deutsche Steinkohle AG (DSK) übernommen. Diese schloss das Bergwerk Westerholt mit dem Bergwerk Fürst Leopold/Wulfen zum Bergwerk Lippe zusammen. Im Bergwerk Lippe waren damit die Schächte Westerholt 1/3, Polsum 1, Polsum 2, Altendorf und Fürst Leopold 1 und 2 in Betrieb. Schacht Westerholt 2 wurde 1999 aufgegeben und verfüllt, das Fördergerüst ist nicht mehr vorhanden. Am 19. Dezember 2008 wurde die Zeche Westerholt mit der Zutagebringung des letzten Wagens Kohle stillgelegt.

## Heutiger Zustand
Die Schachtanlage Westerholt 1/2/3 ist derzeit im Abbruch, wobei die Fördertürme über Schacht 1 und Schacht 3 erhalten bleiben. Der letzte vollständig erhaltene Wagenumlauf des deutschen Steinkohlenbergbaus ist bereits zu Großteilen abgerissen worden. Die Anlage wurde einst vom Landschaftsverband Westfalen-Lippe (LWL) zum Denkmal des Monats Juni 2010 ernannt. Mit einer Konzepterstellung für die zukünftige Nutzung der Anlage wurde im September 2008 ein Planungsbüro beauftragt. Der Wetterschacht Altendorf wurde 2019, die Schächte Polsum 1 und 2 bis 2021 komplett abgerissen. Auf dem Gebiet des Schachtes Polsum 1 soll ein Umweltschutzprojekt entstehen.
Das Fördergerüst des Schachtes Polsum 1 wurde 2010 von der Firma SIEMAG TECBERG erworben, welche Schachtsteuerungen und Schachtsignalanlagen herstellt. Die schwere Stahlkonstruktion wurde demontiert und in Haiger auf der Kalteiche in unmittelbarer Nähe der A 45 wieder aufgebaut. Das Schachtgerüst dient jetzt als Schulungszentrum und ist als Wahrzeichen weithin sichtbar.